# When You Gonna
A When You Gonna Rick Astley és Lisa Carter közös dala, mely Rick Astley Greatest Hits albumán szerepelt. A dal 1987-ben jelent meg kislemezen, és csupán mérsékelt siker volt néhány Európai slágerlistán. Stúdióalbumon nem jelent meg, csupán Astley Greatest Hits című válogatás albumára került fel a dal.

## Megjelenések
7"  Európa RCA – PB 41285
- When You Gonna - 3:28
- When You Gonna (Dub Mix) - 5:48

## Közreműködő előadók
- Hangmérnök – Jamie Bromfield, Mike Duffy, Phil Harding
- Mix – Mixmaster Phil Harding
- Producer – Phil Harding & Ian Curnow
- Írták – Ian Curnow, Phil Harding, Rick Astley

## Slágerlista
| Chart              | Legjobb helyezés |
| ------------------ | ---------------- |
| Dánia              | 5                |
| Egyesült Királyság | 16               |
| Hollandia          | 17               |
| Belgium Ultratop   | 20               |